# Draft 1953 de la NBA
1952 1954
La draft 1953 de la NBA est la 7e draft annuelle de la National Basketball Association (NBA), se déroulant en amont de la saison 1953-1954. Elle s'est tenue le 24 avril 1953 à Boston. Cette draft est composée de 19 tours et 122 joueurs ont été sélectionnés,.
Lors de cette draft, 9 équipes de la NBA choisissent à tour de rôle des joueurs évoluant au basket-ball universitaire américain. Les deux premiers choix de la draft se décident entre les deux équipes arrivées dernières de leur division lors de la saison 1952-1953. Les équipes NBA avaient la possibilité, avant la draft, de sélectionner un joueur qui venait d'un lycée à moins de 80 kilomètres de la ville et abandonnèrent alors leur premier choix, il s'agit du territorial pick.
Le premier choix, Ray Felix, sélectionné par les Bullets de Baltimore, remporte à l'issue de la saison le titre de NBA Rookie of the Year.
Elle a produit trois « Hall-of-Famers » : Bob Houbregs, Frank Ramsey et Cliff Hagan.

## Draft
| ^ | Signale un joueur qui a été intronisé au Basketball Hall of Fame                                                                |
| * | Signale un joueur qui a été sélectionné pour au moins un match annuel NBA All-Star Game et une récompense annuelle All-NBA Team |
| + | Signale un joueur qui a été sélectionné pour au moins un match annuel NBA All-Star Game                                         |
| R | Signale le joueur qui a remporté le titre de NBA Rookie of the Year                                                             |

### Territorial pick
| Rang | Joueur         | Nationalité | Équipe NBA               | Université   |
| ---- | -------------- | ----------- | ------------------------ | ------------ |
| TP   | Ernie Beck     | États-Unis  | Warriors de Philadelphie | Pennsylvania |
| TP   | Walter Dukes+  | États-Unis  | Knicks de New York       | Seton Hall   |
| TP   | Larry Hennessy | États-Unis  | Warriors de Philadelphie | Villanova    |

### Premier tour
| Rang | Joueur                         | Équipe NBA               | Université      |
| ---- | ------------------------------ | ------------------------ | --------------- |
| 1    | Ray Felix+ R (pivot)           | Hawks de Milwaukee       | Long Island     |
| 2    | Bob Houbregs^ (pivot/ailier)   | Warriors de Philadelphie | Washington      |
| 3    | Jack Molinas (ailier)          | Pistons de Fort Wayne    | Columbia        |
| 4    | Richie Regan+ (arrière)        | Celtics de Boston        | Seton Hall      |
| 5    | Frank Ramsey^ (arrière/ailier) | Nationals de Syracuse    | Kentucky        |
| 6    | Jim Neal (pivot)               | Royals de Rochester      | Wofford College |
| 7    | Jim Fritsche (ailier/pivot)    | Lakers de Minneapolis    | Hamline         |

### Deuxième tour
| Rang | Joueur                        | Équipe NBA            | Université          |
| ---- | ----------------------------- | --------------------- | ------------------- |
| 8    | Don Ackerman (meneur)         | Knicks de New York    | Long Island         |
| 9    | Bob Speight (ailier)          | Bullets de Baltimore  | NC State            |
| 10   | George Glasgow (meneur)       | Pistons de Fort Wayne | Fairleigh Dickinson |
| 11   | Norm Swanson (arrière/ailier) | Royals de Rochester   | Detroit             |
| 12   | Chet Noe (ailier)             | Celtics de Boston     | Oregon              |
| 13   | Dick Knostman (pivot)         | Nationals de Syracuse | Kansas State        |
| 14   | Neil Gordon (ailier)          | Knicks de New York    | Furman              |
| 15   | Ron Feiereisel (meneur)       | Lakers de Minneapolis | DePaul              |

### Liste de joueurs notables draftés plus bas
| Joueur                         | Équipe NBA               | Université      |
| ------------------------------ | ------------------------ | --------------- |
| Cliff Hagan^ (arrière/ailier)  | Celtics de Boston        | Kentucky        |
| Jack George* (arrière)         | Warriors de Philadelphie | La Salle        |
| Ken Sears+ (ailier)            | Royals de Rochester      | Santa Clara     |
| Bill Kenville (arrière/ailier) | Nationals de Syracuse    | St. Bonaventure |